# Shutonia
Shutonia là một chi ốc biển, là động vật thân mềm chân bụng sống ở biển trong họ Turridae.

## Các loài
Các loài thuộc chi Shutonia bao gồm:
- Shutonia variabilis (Schepman, 1913)[2]